# ÍR Reykjavík
Íþróttafélag Reykjavíkur - beter bekend als ÍR - is een IJslandse omnisportvereniging uit Reykjavík. De vereniging werd in 1907 opgericht en is het meest bekend door de basketbalafdeling die vijftien keer IJslands kampioen werd en tweemaal de beker won. De voetbalafdeling speelt afwisselend in de 1. deild karla en de 2. deild karla.